# Katharina Hartmuth
Katharina Hartmuth, née le 13 juillet 1995, est une coureuse d'ultra-trail allemande. Elle a remporté le Tor des Géants en 2024 ainsi que la médaille d'argent de l'épreuve de trail long aux championnats du monde de course en montagne et trail 2023.

## Biographie
Après avoir grandi à Leipzig, Katharina Hartmuth déménage en Suisse pour suivre des études en climatologie à l'École polytechnique fédérale de Zurich. Elle découvre le monde du trail en étant bénévole pour l'Eiger Ultra Trail. En 2016, elle décide de s'y lancer en compétition.
Elle décide de rallonger les distances et fait ses débuts en ultra-trail en 2018. D'emblée, elle remporte la victoire sur sa première course de plus de 50 kilomètres à l'occasion de l'Innsbruck Alpine Trailrun Festival. Elle confirme son talent pour la discipline en enchaînant les victoires au Zugspitz Supertrail XL, à l'Allgäu Panorama Ultra Trail, puis à sa première épreuve de 100 kilomètres, le Swiss Alps 100.
En 2022, elle s'illustre sur des épreuves au niveau relevé. Le 4 juin, elle remporte la victoire du Swiss Canyon Trail K81 sous un soleil de plomb. Le 16 juillet, elle s'élance au départ de l'épreuve-reine E101 de l'Eiger Ultra Trail. Elle profite de l'abandon de la favorite Kathrin Götz, puis du coup de mou d'Emma Pooley pour récupérer la tête de course et s'impose avec vingt minutes d'avance sur cette dernière. Le 22 août, elle s'élance sur la TDS. Tandis que l'Italienne Martina Valmassoi domine la course seule en tête, Katharina Hartmuth effectue une solide course et parvient à décrocher la troisième marche du podium, une demi-heure derrière l'Espagnole Claudia Tremps.
Le 9 juin 2023, elle prend le départ de l'épreuve de trail long aux championnats du monde de course en montagne et trail à Innsbruck. Elle prend un bon départ et rattrape rapidement la Tchèque Marcela Vašínová en tête, puis se retrouve aux commandes de la course. Elle voit revenir sur elle les Françaises Marion Delespierre et Manon Bohard en deuxième partie de course. Dans la dernière montée sur la Aspaschhütte, elle ne parvient pas à suivre le rythme de Marion Delespierre qui s'envole vers la victoire. Elle défend alors sa position face à Manon Bohard et s'offre la médaille d'argent. Elle double la mise au classement par équipes. Le 2 septembre, elle s'élance au départ de l'Ultra-Trail du Mont-Blanc. Prenant un départ prudent, elle parvient à trouver un bon rythme et double ses adversaires pour revenir progressivement depuis la quinzième place jusque derrière Courtney Dauwalter seule en tête. Elle voit cependant revenir sur elle Blandine L'Hirondel. Elle assure alors sa deuxième place à 45 minutes derrière l'Américaine mais douze minutes devant la Française.
Depuis 2017, elle participe également à des compétitions de triathlon. Fin juin 2023, à peine deux semaines après sa participation aux championnats du monde de course en montagne et trail, elle a disputé son premier triathlon longue distance lors du Challenge Roth et a franchi la ligne d'arrivée après 9 h et 39 min,.
Le 8 septembre 2024, elle prend le départ du Tor des Géants. Menant la course dès le début, elle parvient à se détacher de sa rivale Lisa Borzani puis effectue la course seule en tête. Ne relâchant pas ses efforts, elle rallie la ligne d'arrivée après 79 h 10 min 40 s d'effort et devient la première femme à remporter la victoire sous la barre des 80 heures.

## Palmarès
| no  | féminin            | Course                                    | Longueur | Départ             | Temps            |
| --- | ------------------ | ----------------------------------------- | -------- | ------------------ | ---------------- |
| 11e | Médaille d'or      | Innsbruck Alpine Trailrun Festival - K65  | 67 km    | 28 avril 2018      | 7 h 9 min 15 s   |
| 12e | Médaille d'or      | Zugspitz Supertrail XL                    | 81 km    | 16 juillet 2018    | 11 h 45 min 41 s |
| 8e  | Médaille d'or      | Allgäu Panorama Ultra Trail               | 69 km    | 12 août 2018       | 7 h 15 min 44 s  |
| 3e  | Médaille d'or      | Swiss Alps 100                            | 100 km   | 1er septembre 2018 | 14 h 3 min 8 s   |
| 6e  | Médaille d'or      | Innsbruck Alpine Trailrun Festival - K110 | 110 km   | 12 septembre 2020  | 13 h 18 min 57 s |
| 12e | Médaille d'argent  | Engadin Ultra Trail - EUT102              | 102 km   | 17 juillet 2021    | 13 h 41 min 18 s |
| 4e  | Médaille d'or      | Swiss Alps 160                            | 159 km   | 15 août 2021       | 30 h 17 min 21 s |
| 8e  | Médaille d'or      | Swiss Canyon Trail - K81                  | 83 km    | 4 juin 2022        | 30 h 17 min 21 s |
| 16e | Médaille d'or      | Eiger Ultra Trail - E101                  | 100 km   | 16 juillet 2022    | 13 h 37 min 21 s |
| 21e | Médaille de bronze | TDS                                       | 149 km   | 22 août 2022       | 23 h 22 min 18 s |
| 22e | 4e                 | Transgrancanaria                          | 130 km   | 24 février 2023    | 17 h 13 min 43 s |
| 47e | Médaille d'argent  | Championnats du monde de trail - Long     | 85,8 km  | 9 juin 2023        | 11 h 29 min 14 s |
| 11e | Médaille d'or      | Eiger Ultra Trail                         | 101 km   | 15 juillet 2023    | 13 h 17 min 32 s |
| 32e | Médaille d'argent  | Ultra-Trail du Mont-Blanc                 | 170 km   | 2 septembre 2023   | 24 h 10 min 52 s |
| 11e | Médaille d'or      | Trail 100 Andorra                         | 106,7 km | 15 juin 2024       | 15 h 28 min 50 s |
| 9e  | Médaille de bronze | Hardrock 100                              | 100 mi   | 13 juillet 2024    | 30 h 29 min 12 s |
| 7e  | Médaille d'or      | Tor des Géants - TOR330                   | 330 km   | 8 septembre 2024   | 79 h 10 min 40 s |
| 18e | Médaille de bronze | Hardrock 100                              | 165 km   | 11 juillet 2025    | 32 h 39 min 48 s |